# تاكوشت (سيدي غانم)
تاكوشت هي إحدى مشيخات المملكة المغربية، تتبع جغرافيا لإقليم الصويرة وإداريًا لسيدي غانم. يقدر عدد سكانها بـ 1573 نسمة حسب الإحصاء الرسمي للسكان والسكنى لسنة 2004.